# Stazione di Altamura (RFI)
La stazione di Altamura era a servizio della città omonima e si trova sulla ferrovia Rocchetta Sant'Antonio-Gioia del Colle gestita da Rete Ferroviaria Italiana.
Costituiva punto d'interscambio con l'omonima stazione delle Ferrovie Appulo Lucane, posta sulle linee Bari-Matera e Altamura-Potenza.

## Storia
La stazione fu inaugurata nel 1891, anno in cui è stata aperta la ferrovia. Nel 2016 la tratta venne chiusa definitivamente  .

## Strutture e impianti
La stazione era dotata di un fabbricato viaggiatori e al suo interno ospitava una sala d'attesa e un bar. All'interno si contavano due binari.

## Servizi
- Sala d'attesa
- Bar
- Servizi igienici